# Pseudoneothemara repleta
Pseudoneothemara repleta är en tvåvingeart som först beskrevs av Walker 1861.  Pseudoneothemara repleta ingår i släktet Pseudoneothemara och familjen borrflugor. Inga underarter finns listade i Catalogue of Life.